# 월드 익스트림 케이지파이팅
월드 익스트림 케이지파이팅(World Extreme Cagefighting, WEC)은 미국의 종합격투기 단체다. 얼티밋 파이팅 챔피언십 (UFC)의 자매 단체이며 Zuffa사가 소유하고 있다. 2010년 12월 제휴단체였던 UFC에 흡수합병되었다.

## 역사
WEC는 2001년 종합격투기 대회를 시작하여 2006년까지 주로 캘리포니아에서 대회를 개최하였다.

2006년 얼티밋 파이팅 챔피언십을 운영하는 Zuffa에 인수되어 경량급 위주의 대회로 개편된다. 당시 기존의 헤비급, 수퍼헤비급을 대신하여 밴텀급, 페더급이 만들어졌다.

2008년에 최종적으로 라이트헤비급과 미들급까지 정리되어 현재의 체급 제도가 완성된다. 플라이급은 Zuffa가 인수한 이후 사실상 운영되지 않고 있다.

## 주요 선수들
WEC는 나날이 규모가 커지고 있는 종합격투기 경량급의 주요 단체이며, 페더급과 밴텀급에서 많은 정상급 선수를 보유하고 있다. 자매 단체인 UFC나 일본의 DREAM 등 여러 단체들과 중복되는 라이트급은 상대적으로 선수층이 얇다는 지적도 있다.

라이트급 주요선수로는 챔피언인 벤 헨더슨이 있으며, 국내에는 한국계 선수로 잘 알려져 있다. 이외에 제이미 바너, 도날드 서로니 등이 있다.

페더급 챔피언 조제 아우두는 각 매체와 매니아들 사이에서 동체급 가장 강력한 선수로 평가받고 있다. MMA위클리는 2010년 3월 선수 랭킹에서 그를 페더급 1위로 선정하였다. 이외에 랭킹 2,3위인 마이크 브라운, 유라이어 페이버 역시 WEC 선수들이다.

상대적으로 적은 수의 단체에서 운용되는 체급인 밴텀급은 일본의 슈토와 더불어 가장 선수층이 두텁다.

2010년 새로운 챔피언에 등극한 도미닉 크루즈는 순식간에 동체급 1위의 선수로 평가받고 있으며, 이외에도 각 매체에서 최상위권 선수로 평가하는 브라이언 보울스, 조셉 베나비데스, 미겔 토레스, 스캇 요르겐센, 다마시오 페이지, 타케야 미즈가키 등이 있다.

## 현재 챔피언들
| 체급     | 체중  | 챔피언        | 획득 시기        | 방어 횟수 |
| -------- | ----- | ------------- | ---------------- | --------- |
| 라이트급 | 70 kg | 벤 헨더슨     | 2010년 1월 10일  | 0         |
| 페더급   | 66 kg | 조제 아우두   | 2009년 11월 18일 | 0         |
| 밴텀급   | 61 kg | 도미닉 크루즈 | 2010년 3월 6일   | 0         |
| 플라이급 | 57 kg | 공석          |                  | 0         |